# カルボン酸塩化物

カルボン酸塩化物の一般構造

カルボン酸塩化物（カルボンさんえんかぶつ、carboxylic acid chloride）は、R-C(=O)-Cl と表される構造を持つカルボン酸の誘導体のこと。カルボン酸ハロゲン化物、酸塩化物（アシルクロライド（acyl chloride））の一種。一般に、母体のカルボン酸よりも反応性が高まっており求電子剤としての性質を示す。

## 反応
カルボニル炭素に結合する塩素の存在によりその求電子性が大きく向上するため、反応性がカルボン酸に比べて格段に大きい。また、塩化物イオンは脱離しやすく容易に求核剤と入れ替わる。そのためカルボン酸塩化物はエステル、アミド、カルボン酸無水物を合成するための基質として頻繁に用いられる。また、水とも反応し、加水分解してカルボン酸を与える。それらのほとんどの反応ではカルボン酸塩化物由来の塩素と求核剤由来の水素とでHCl（塩化水素または塩酸）を形成する。
（例）{\displaystyle {\ce {R-COCl\ + HO-H -> R-COOH\ + HCl}}}
カルボン酸塩化物は空気中の水蒸気とも反応してしまうため無水条件で取り扱わなくてはならない。
グリニャール試薬（有機マグネシウム化合物）と反応させると、ケトンを経由して三級アルコールまで反応が進むが、有機銅化合物（特にギルマン試薬）もしくは有機カドミウム化合物を用いるとケトンで反応を止めることができる。
ほか、フリーデル・クラフツのアシル化反応やローゼムント還元、アーント・アイシュタート合成など、カルボン酸ハロゲン化物に一般的な反応の基質となる。
一般に、芳香族カルボン酸塩化物は脂肪族のカルボン酸塩化物より反応性が乏しいため、より厳しい条件で反応させる必要がある。

## 危険性
カルボン酸塩化物は反応性が非常に大きいため取り扱いには特に注意を払わなければならない。目の水分と反応して塩化水素および有機酸を発生するため催涙性を持つ。

## 合成
カルボン酸塩化物はカルボン酸と塩化チオニルの反応で合成される。N,N-ジメチルホルムアミドを触媒とすることができる。
{\displaystyle {\ce {R-COOH\ + SOCl2 -> R-COCl\ + SO2\ + HCl}}}
生成する二酸化硫黄と塩化水素は気体なので、反応槽から除去することができる。
三塩化リンや五塩化リン、塩化スルフリルを用いて合成することもできる。
{\displaystyle {\ce {R-COOH\ + PCl5 -> R-COCl\ + POCl3\ + HCl}}}
塩化オキサリルを使う方法もよく使われる。
{\displaystyle {\ce {R-COOH\ + (COCl)2 -> R-COCl\ + CO\ + CO2\ + HCl}}}
塩化水素を発生させない方法もある。
{\displaystyle {\ce {R-COOH\ + Ph3P\ + CCl4 -> R-COCl\ + Ph3PO\ + HCCl3}}}
R-COOH + 2,4,6-トリクロロ-1,3,5-トリアジン → R-COCl